# Фрурио
Фрурио (грч. Φρούριο) је насељено место у општини Сервија у периферији Западна Македонија, Грчка. Према попису из 2021. године било је 35 становника.
Фрурио је 1913. године имао 109 житеља Грка. Село се раније звало Низиско.